# Виадук Мальеко
Виадук Мальеко (исп. Viaducto del Malleco) — железнодорожный мост над долиной реки Мальеко к югу от Кольипульи, область Араукания, в центральной части Чили. Был открыт 26 октября 1890 года президентом Чили Хосе Мануэлем Бальмаседа. Рядом с виадуком долину пересекает мост Панамериканского шоссе.

## Конструкция
Мост имеет длину 347,5 м, состоит из 5 секций по 69,5 м каждая. Железнодорожное полотно возвышается над долиной на 102 м, благодаря чему виадук считался самым высоким железнодорожным мостом своего времени. Построен из стальных конструкций, сделанных во Франции. Изначально мост поддерживали 4 колонны, но позже добавили ещё две для обеспечения движения более тяжёлых поездов. Основные 4 колонны имеют высоты 43,7 м, 67,7 м, 75,7 м и 43,7 м. Общий вес моста на момент возведения составлял 1 401 344 кг.

## История
В конце XIX в. река Мальеко являлась границей между населённым севером Чили и южным фронтиром. Президент страны Хосе Мануэль Бальмаседа видел в железнодорожном транспорте большой потенциал для развития страны, поэтому поддерживал общенациональную программу постройки железных дорог. При проектировании дороги из Анголь в Трайгуен было решено не вести дорогу вокруг долины реки, протекавшей на 110 метров ниже окружающих плато, а строить мост в узком месте долины близ Кольипульи.
Виадук Маллеко был спроектирован чилийским инженером Хосе Викторино Ластарриа. Три французских компании участвовали в тендере, в том числе фирма Гюстава Эйфеля. Победила компания Шнайдер и Ко, и в 1886 году началось производство необходимых компонентов моста. Готовые детали были доставлены в Чили на 3 американских пароходах и двух французских парусных судах. Монтажные работы начались в феврале 1889 года.
Мост объявлен национальным памятником в 1990 году.